# Zdeněk Lev z Rožmitálu
Zdeněk Lev z Rožmitálu (před 1470 – 14. července 1535 Blatná) byl český katolický aristokrat, stavovský politik, dvořan a donátor umění doby jagellonské a raně habsburské.

## Život

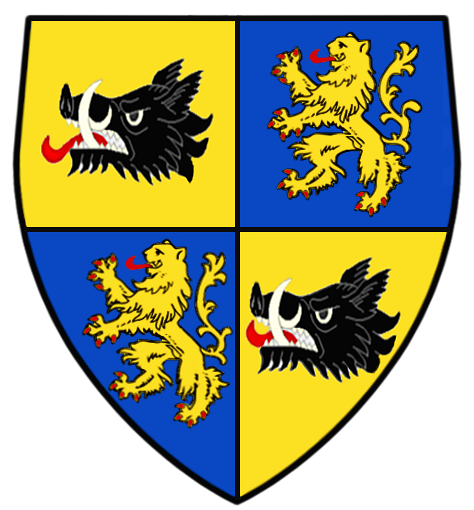
Erb Pánů z Rožmitálu

Zdeněk Lev z Rožmitálu pocházel z významného českého rodu Buziců. Jeho otec Jaroslav Lev z Rožmitálu proslul jako dvořan a diplomat králů Jiřího z Poděbrad a Vladislava Jagellonského, v letech 1467–1480 zastával úřad nejvyššího hofmistra Českého království. Jeho matkou byla Eliška z Kolovrat. Zdeňkova teta Johana z Rožmitálu byla českou královnou, druhou manželkou Jiřího z Poděbrad. Díky otci a tetě mohl Zdeněk Lev brzy zasedat v Českém zemském sněmu.
Strmou politickou kariéru zahájil sňatkem s Kateřinou Švihovskou, dcerou Půty Švihovského z Rýzmberka, nejvyššího zemského sudího Českého království, po jehož smrti získal jeho úřad. Současníky byl popisován jako muž zpupný a lakotný.
V letech 1498–1504 zastával úřad karlštejnského purkrabího, v roce 1503 dvorského sudího a v letech 1504–1507 nejvyššího zemského sudího. Vzal na sebe úlohu správce veškerých králových důchodů a králova věřitele, a tak se stal nejmocnějším mužem v zemi. Od roku 1508 zastával nepřetržitě 15 let úřad nejvyššího purkrabí. V čele katolické strany a ve spojení s Petrem z Rožmberka vytvořil vládu stavovské oligarchie v zemi, v Praze přenechal vůdčí úlohu Janu Paškovi z Vratu.
Sňatkem a politikou se domohl značného majetku. Podle berního rejstříku z roku 1523 byl po Pernštejnech a Rožmbercích třetím nejbohatším šlechticem v zemi.
Žil životním stylem renesančního velmože. Po Bavorech ze Strakonic zdědil panství s hradem ve Strakonicích, k nimž připojil panství Blatná, kde zbudoval vodní hrad. Od Hanuše II. z Kolovrat koupil hrad Zbiroh a panství Hořovice. Neúspěšně se snažil vyjmout z jihočeského dominia Český Krumlov. Na zásah krále Ludvíka Jagellonského roku 1523 musel odstoupit z úřadů. V čele zemské vlády ho nahradil Karel I. Minstenberský.
Vrátil se však s nástupem krále Ferdinanda I. Habsburského v letech 1524–1526, nicméně po třech letech opět rezignoval. Ač vládl značnými penězi a půjčoval desetitisíce zlatých mnoha šlechticům i českým králům, svá panství zatížil dluhy a musel je rozprodávat. Patřil tedy současně k největším dlužníkům i věřitelům své doby. Jeho synové museli zadlužená panství podstoupit věřitelům, včetně rodného sídla Rožmitálu a poté odešli z Čech a uchýlili se na Moravu.

### Úmrtí a hrob
Zemřel ve vysokém věku a byl pohřben pod znakový náhrobek v katedrále sv. Víta v Praze, zatímco jeho rodiče byli pohřbeni v presbytáři městského farního chrámu Nanebevzetí Panny Marie v Blatné, stejně jako Zdeňkova žena Kateřina († 1540). Jejich pískovcové náhrobní desky s ošlapaným rodovým erbem a nápisem se dochovaly vsazeny do chrámové zdi.
Jeho náhrobní kámen byl vytvořen z červeného mramoru. Původně byl zapuštěn do podlahy, od počátku 20. století visí na severovýchodní zdi kaple Navštívení Panny Marie. Měří 1,06 x 1,94 metrů. Jeho střed zdobí kartuš se čtvrceným štítem. V prvním a čtvrtém poli je hlava kance, ve druhém a ve třetím stojící lvice. Nad kartuší je přilba s přikryvadly a korunou, klenotem je koruna s kančí hlavou. Po obvodě desky erb doplňuje nápis LETA MDXXXV ZE STRZEDY NA CZTWRTEK PO SVATE MARKYTIE VMRZEL GEST VROZENY PAN PAN // ZDENIEK LEW Z ROZMITALA A Z BLATHNE &⊂ KTERYZ GEST BYL V TRZECH KRALVOW CZIESKYCH // KRALE WLADISLAWA KRALE LUDWIKA A KRALE FERDINANDA ⊃⊂ GEGICH MILOSTI NEYWYZSSYM // PVRKRABY PRAZSKYM. PAN BVOH RACZ SE NAD NYM SMILOWATI.

## Rodina
Zdeněk Lev se oženil s Kateřinou Švihovskou, s níž měl čtyři děti:
- Anna (1500–1563) – provdala se za pozdějšího nejvyššího kancléře Českého království Adama I. z Hradce (1494–1531) a žila na zámku Jindřichův Hradec
- Adam Lev († 1564) – oženil se s Annou Haugvicovou z Biskupic, měl dvě dcery a dva syny, spolu s bratry po ztrátě rodového majetku odešli na Moravu, kde se stali dvořany olomouckého biskupa Jana Dubrávia. Dostali lenní statek Blansko u Brna[3]
- Zdeněk
- Jan

## Objednávky umění
Velmož, který se na místě nepřítomného krále stal skutečným vládcem Čech, kladl důraz na skvělou reprezentaci dvorským uměním. Stal se tak nejvýznamnějším donátorem umění jagellonské doby.
K přestavbě hradu Blatná povolal asi roku 1508 královského hradního architekta a kameníka Benedikta Rejta, který již od roku 1505 pracoval na stavbě jeho tchána na hradě Švihově. Zbudoval v Blatné nádherný vodní hrad s velkolepým palácem, dokončeným roku 1523. Z jeho prostor je nejvýznamnější tzv. Zelená světnice s nástěnnými malbami, jež na převládajícím zeleném pozadí zpodobují lovecké a krajinné motivy, stejně jako portrét Zdeňka Lva s jeho synovci. Týž architekt pokračoval ve stavbě dvoulodního kostela Nanebevzetí Panny Marie se zvonicí v Blatné, kterou založil Zdeňkův otec Jaroslav Lev roku 1444; chrám byl vysvěcen roku 1515. Z jeho vybavení se dochoval gotický krucifix, dřevořezba madony z doby kolem roku 1516, a dále reliéfy českých zemských patronů z blatenského oltáře, později přenesené do kostela v Kadově u Blatné.
Pro Zdeňka Lva pracoval jeden z nejvýznamnějších řezbářů podunajské školy, Mistr Johann alias Honzlis, podle své signatury nazývaný Monogramista IP. Kromě dřevěné plastiky řezal pravděpodobně také kadluby (formy) pro kamnové kachle.
Jedním z jeho nejoddanějších finančníků byl Žalman Munka Horovic, bohatý měšťan Židovského města pražského, stavitel dodnes zachované Pinkasovy synagogy.

## Erb
Zdeněk Lev užíval čtvrcený štít, v 1. a 3. poli měl rodový erb Buziců po svém dědovi a pradědovi: černou kančí (sviní) hlavu z profilu, s vyplazeným jazykem, ve zlatém poli, ve 2. a 4. modrém poli je vpravo jdoucí zlatá lvice. Zlatý zajíc ve skoku doprava,rovněž modrém poli, ji nahrazuje v nástěnné malbě Zelené světnice v Blatné.